# Moucherolle hirondelle
Hirundinea ferruginea
Pour les articles homonymes, voir Vieillot.
Genre
Espèce
Statut de conservation UICN

 LC  : Préoccupation mineure
Synonymes
- Hirundinea bellicosa (Vieillot, 1819)

Le Moucherolle hirondelle (Hirundinea ferruginea) est une espèce de passereaux sud-américains de la famille des Tyrannidae. C'est la seule espèce du genre Hirundinea.

## Description
C'est un oiseau surtout brun et noir aux parties inférieures et aux taches alaires d'un châtain lumineux, visible en vol. Ses longues ailes rappellent celles des Hirondelle et attrapent une bonne partie des insectes qu'il mange en piquant adroitement dessus. Le nid est dans les faille de rochers ou de falaises.

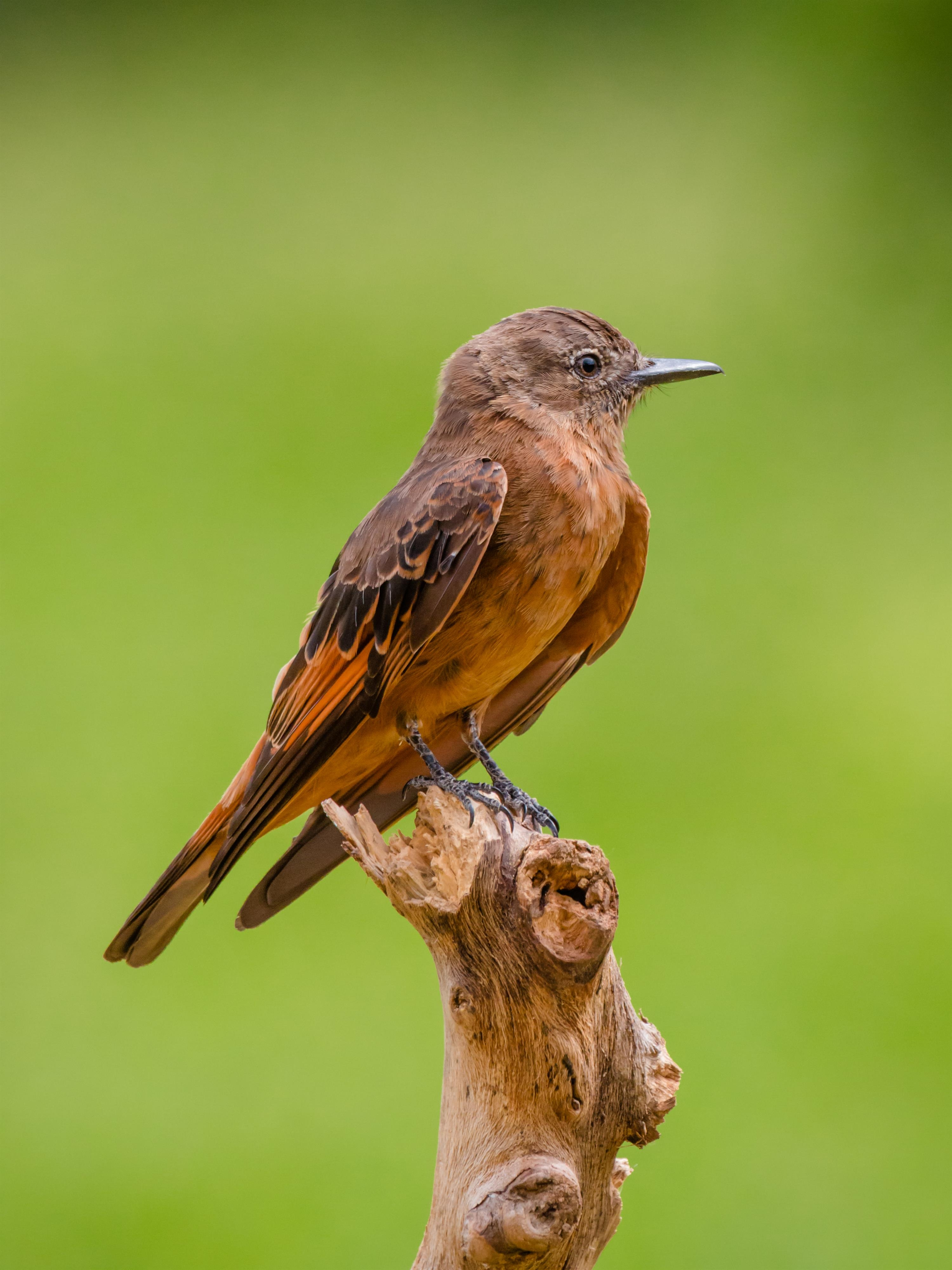
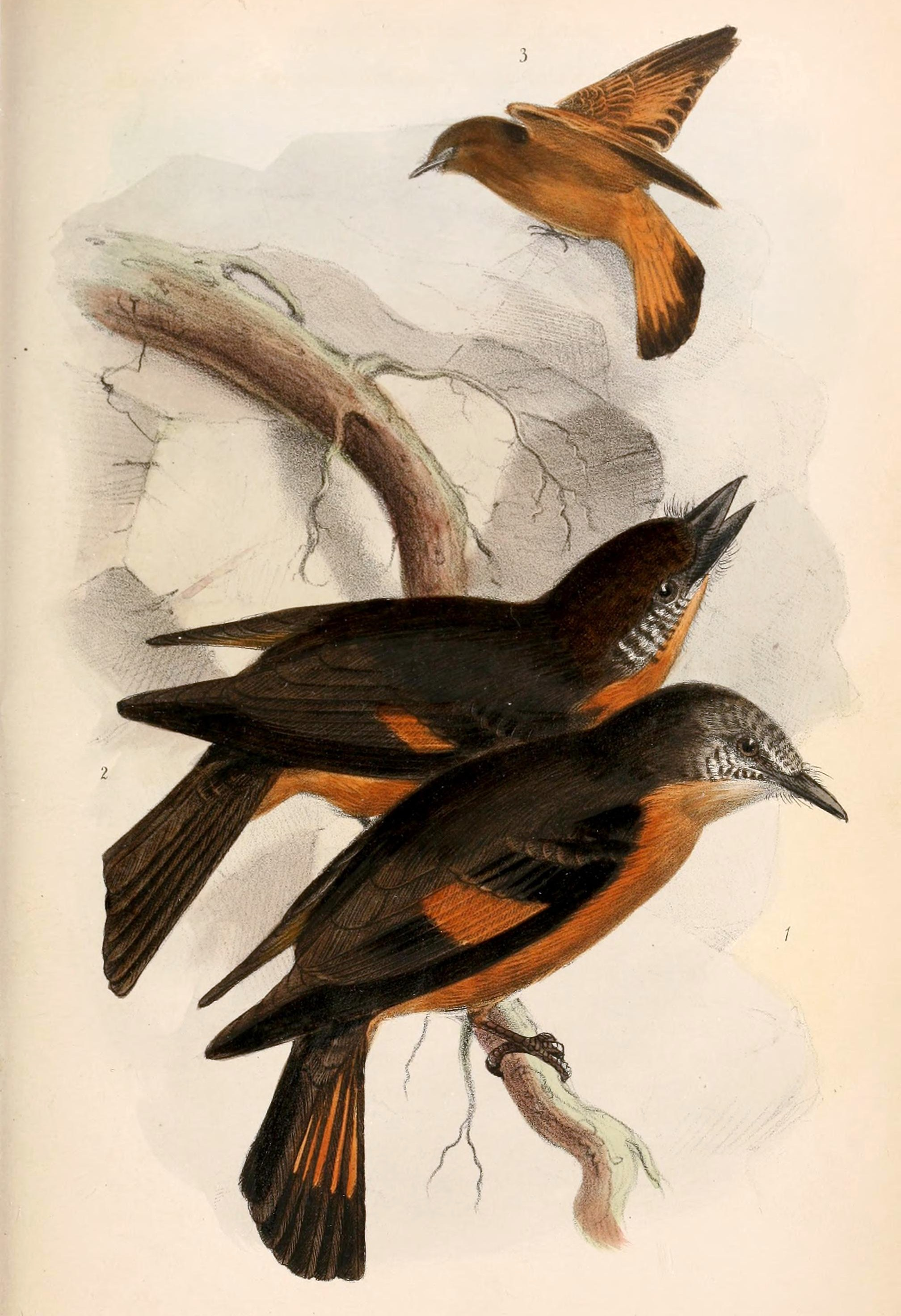
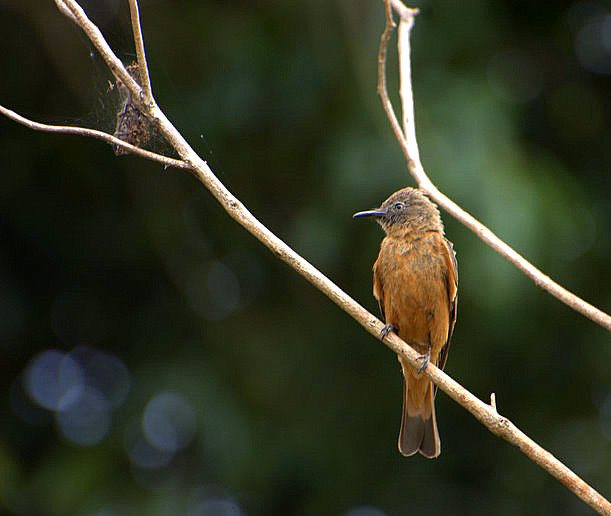

## Sous-espèces
D'après Alan P. Peterson, il existe quatre sous-espèces :
- Hirundinea ferruginea bellicosa (Vieillot, 1819) ;
- Hirundinea ferruginea ferruginea (Gmelin, 1788) — plateau des Guyanes ;
- Hirundinea ferruginea pallidior Hartert & Goodson, 1917 ;
- Hirundinea ferruginea sclateri Reinhardt, 1870.

La sous-espèce Hirundinea ferruginea bellicosa était autrefois considéré comme espèce à part entière sous le nom de Moucherolle de Vieillot (Hirundinea bellicosa).